# Savignac, Aveyron

Savignac este o comună în departamentul Aveyron din sudul Franței. În 1 ianuarie 2022 avea o populație de 755 de locuitori.